# Silence (Computerspiel)
Silence (englisch für „Stille“) ist ein Adventure-Computerspiel. Es ist der Nachfolger zu The Whispered World (englisch für „Die geflüsterte Welt“) und wurde von Daedalic Entertainment entwickelt. Für das Game Design war Marco Hüllen in Zusammenarbeit mit Ulrich Wanitschke (Leitender Game Designer) und Anne von Vaszary (Story) verantwortlich. Das Spiel wurde am 15. November 2016 für Windows, Linux, Mac, PlayStation 4 und Xbox One veröffentlicht.

## Handlung
Das Spiel erzählt die Geschichte vom sechzehnjährigen Noah und seiner kleinen Schwester Renie. Während eines Luftangriffes auf ihr Dorf wird ihr Bunker von einer Bombe getroffen und sie geraten in eine Welt zwischen Leben und Tod. Noah verliert dabei seine Schwester aus den Augen und muss sie in der fantastischen und gefährlichen Welt wiederfinden. Auch in dieser Welt herrscht Krieg. Hier sind es dunkle Kreaturen, die im Auftrag der Königin die Welt verwüsten und von Rebellen bekämpft werden. Nachdem Noah seine Schwester mit Hilfe der Rebellen gefunden hat, machen sich die Geschwister auf den Weg zum Palast und konfrontieren die Königin. Am Ende muss Renie entscheiden, ob sie fortan selbst als Königin über „Silence“ herrschen oder in ihre Welt zurückkehren möchte.

### Kapitel 1
Die Geschichte beginnt in einem verschneiten Dorf in den Bergen. Eine Gruppe von Kindern baut einen Schneemann und wird von einem Fliegerangriff überrascht. Der sechzehnjährige Noah und seine Schwester Renie flüchten in einen Bunker und können sich so zunächst vor den herabfallenden Bomben retten. Da das kleine Mädchen verängstigt ist, versucht Noah seine Schwester abzulenken und aufzumuntern. Er erzählt ihr von Silence und sie erinnert ihn daran, dass er einst dessen König war. Nach einem weiteren Bombeneinschlag findet Noah sich unter Trümmern wieder. Renie ist verschwunden. Auf der Suche nach seiner Schwester, die nach ihm ruft, findet Noah zunächst nur ein großes Ei – wie das, aus dem Spot geschlüpft war. Als Noah genervt den immer noch laufenden Fernseher zerschlägt, verändert sich schlagartig die Umgebung. Noah klettert über Steintrümmer nach draußen und findet sich in einer traumartigen Umgebung wieder, die ihn an Silence erinnert.
Er klettert aus dem Maul eines toten Weltenwurms und wird von der Rebellin Kyra vor einem „Sucher“ gerettet – einer grauschwarzen, bedrohlichen Gestalt mit einer weißen Maske. Noah braucht Spots Hilfe, um eine Felswand zu erklimmen und der Rebellin zu folgen. Er hilft der Raupe dabei, zu schlüpfen. Dank Spot gelangt Noah zu Kyra und hilft ihr dabei, eine Brücke zu sprengen – vorher will sie ihm nicht verraten, wo er Renie findet.

### Kapitel 2
Renie wurde von einem Rebellen namens Samuel vor dem Maul des Weltenwurms aufgegriffen, bevor Noah dort herauskam. Die beiden treffen auf Horus, den Botenvogel, der gerade von einer fleischfressenden Pflanze verspeist wird. Renie gerät in gefährliche Situationen und bewältigt diese mit naiver Ignoranz. Auf die Einflüsterungen der unbenutzten Sucher-Masken, die im Sumpf herumliegen und aufgesetzt werden wollen, hört Renie nicht. Aber sie bemerkt auch nicht, dass sie beinah von einem der Sucher entdeckt wird. Renie hilft dem starken Samuel, den Vogel aus dem Maul einer Pflanze zu befreien. Horus hat eine Nachricht von Janus dabei, doch er fliegt weg, bevor Renie sie ihm abnehmen kann. Samuel wird anschließend von einem Sucher bedroht und nachdem Renie festgestellt hat, dass die Sucher sie anscheinend nicht sehen können, rettet sie Samuel mit einem geschickten Speerwurf, der den Sucher verscheucht.
Der Botenvogel taucht anschließend bei Kyra und Noah wieder auf. Doch auch Kyra will er die Nachricht nicht einfach überlassen. Er lässt sie in der Krone eines Honigbaums fallen. Kyra und Noah versuchen vergeblich, die Nachricht von Janus aus dem Baum zu holen. Als sie den Stamm treten, in der Hoffnung, dass die Nachricht herunterfällt, wird Kyra von erzürnten Honigtauzecken verschleppt. Noah folgt ihr in ein Erdloch und gelangt in die Höhle der Bienenkönigin, in der Kyra bereits in einem Kokon gefangen ist. Spot kann die Bienenkönigin, die mit elektrisch geladenen Tentakeln um sich schlägt, mit einem Summen beruhigen, nachdem er vom „Gelee Royal“ genippt hat. Nachdem Noah die bewusstlose Kyra befreit hat, belebt er sie mit Hilfe der elektrischen Tentakel wieder. Eine Strähne von Kyras Haar ist nun ergraut.
Endlich gelangen sie an die geheime Nachricht und machen sich auf den Weg zum Lager, wo Renie und Samuel bereits auf sie warten. Noah macht Renie, die von dieser Traumwelt so begeistert ist, begreiflich, dass die beiden diese Welt verlassen müssen, wenn sie leben wollen. Als er den Thronsaal und den Spiegel erwähnt, werden die Rebellen hellhörig und wollen alles darüber wissen. Doch Noah kennt den Weg vom Rebellenlager zum Thronsaal nicht. Sie brauchen Janus, damit er ihnen den Weg zeigt.
Noah und die Rebellen versuchen, die kryptische Nachricht von Janus zu entschlüsseln. Der Ort, an dem er gefangen ist, bleibt zunächst ein Rätsel. Da Noah und Kyra sich uneinig sind, in welcher Richtung sie suchen müssen, gehen sie an dieser Stelle getrennte Wege. Noah gelangt zu einer Ruine, die ihm bekannt vorkommt, und entdeckt dort das Horus-Symbol von Janus. Nachdem Noah die berauschenden Pollen einer exotischen Pflanze eingeatmet hat, verwandeln sich bestimmte Gegenstände, die er in der Ruine findet, in Schlangen. Eine Stimme aus dem Nichts verrät ihm, dass er insgesamt drei Schlangen finden muss. Hat Noah – der jetzt einsieht, dass er Sadwick ist – eine Schlange gefunden, erscheint ein schwebendes Instrument vor einem Relief und spielt eine Melodie. Sind alle drei Schlangen gefunden und die Instrumente gestimmt, werden die Schlangen stocksteif und Noah nutzt sie an einer Säule als Leitersprossen, um die Tür mit dem Horus-Symbol zu erreichen.
Von dort aus gelangt er zum Krater eines Vulkans. Auf dem Gipfel hinter dem Krater befindet sich ein verschlossenes Steintor, vor dem ein flüsternder Sucher lauert. Noah zieht sich zurück und wird von einem Signal am Himmel aufgeschreckt, das Renie beim Spielen mit der Leuchtpistole abgefeuert hat. Er kehrt zum Stützpunkt der Rebellen zurück und beratschlagt mit Samuel das weitere Vorgehen. Da die beiden Renie ignorieren, macht sie sich auf den Weg zur Ruine.
Spot frisst den Weg frei, reagiert aber allergisch auf die Pollen in der Ruine. Renie muss die Blüten wieder schließen und die Schlangen zurückverwandeln, um ebenfalls zum Krater zu gelangen. Dort kann sie unbehelligt an einem Sucher vorbeigehen und begegnet auf dem Gipfel dem sprechenden Steinbruder Yngo. Dieser verrät ihr, dass er beobachtet hat, wie Janus von einer geflügelten Kreatur hinter das steinerne Tor verschleppt wurde. Sein verschwundener Bruder Ralv wisse, wie das Tor geöffnet wird. Der Öffnungsmechanismus scheint mit Gebetsmühlen zusammenzuhängen, von denen eine zerbrochen vorm Tor liegt, nachdem der Sucher dort randaliert hat. Renie bricht einen Splitter von einem Quarz ab und verscheucht damit den Sucher vom Krater. Anschließend trinkt Spot von einer Lavafontaine und hilft auf dem Gipfel Renie dabei, die zerbrochene Gebetsmühle wieder zusammenzufügen. Erneut mit Lava gefüllt, beseitigt Spot zudem einen störenden Dornbusch vor der dritten Gebetsmühle.
Dank dem magischen Lied der Steinbrüder, das Steine zum Schweben bringt, kann Renie die eigentlich schweren Gebetsmühlen nun zu ihrer Halterung bewegen. Die Gebetsmühlen müssen passend zur Geschichte
über Leben, Schlaf und Tod gedreht werden, die Ralv erzählt. Daraufhin öffnet sich das Tor, aber nur einen Spaltbreit – und die reparierte Gebetsmühle zerbricht erneut. Nur Spot ist schmal genug, um
durch das Tor zu schlüpfen. Dahinter schläft ein Drache – und der gesuchte Janus versucht hier vergeblich, einen Splitter zu stehlen, den der Drache bewacht. Nachdem Spot daran scheitert, mit Janus zu kommunizieren, verschwindet Janus von der Bildfläche. Nachdem Spot vom Nasensekret des Drachen gefressen hat, kann er mit klebriger Zunge dem Drachen den Splitter entreißen. Der schlafende Drache bringt der Raupe unfreiwillig weitere Verwandlungen bei (die Fähigkeit, Objekte zu entzünden und sich zu zerteilen).
Zurück im Rebellenstützpunkt stellt sich heraus, dass Janus zwar über einen Splitter des magischen Spiegels verfügt, jedoch nicht weiß, wie man zum Thronsaal gelangt. Janus erzählt Noah und Renie,
dass die falsche Königin den Spiegelsplitter niemals in die Hände bekommen darf, weil sie dann unerreichbar sei. Noah muss feststellen, dass sein Spiegelbild im Splitter nicht zu sehen ist, was bedeutet, dass er nicht mehr der Herrscher von Silence ist. Stattdessen ist offenbar Renie nun die wahre Königin der geflüsterten Welt. Noah begreift, dass auch er diesmal nur eine Figur in ihrer Geschichte ist.
Renie reicht ihm Sadwicks Narrenkappe, die sie in einer Vorratskiste der Rebellen gefunden hat, und Noah ergibt sich seinem Schicksal, auch in dieser Geschichte der traurige Clown Sadwick zu sein. Sofort ändert sich sein Charakter und er macht sich mit trüben Gedanken und sarkastischen Kommentaren bei den Gefährten unbeliebt.

### Kapitel 3
Kyra führt die Gefährten zur Stadt Kalimar, ihrem Zuhause. Dort wimmelt es aber von Suchern und die Gefährten flüchten in eine Hütte am Fluss. Ein Sucher attackiert das Haus, doch Renie lässt ihn
im Fluss verschwinden. Nun können sich die Gefährten auf den Weg zum Orakel machen, um endlich zu erfahren, wie sie zum Palast gelangen, um den Spiegel zu zerstören. Kyra will die Sucher mit einer Bombe ablenken, sprengt dabei jedoch versehentlich die Brücke zur Stadt. Die Gefährten bauen eine improvisierte Ersatzbrücke und gelangen damit auf die andere Seite. Spot stürzt dabei jedoch in den Abgrund.
Die Gruppe teilt sich auf. Sadwick gelangt durch einen Gulli unter die Stadt, um das Orakel Shana aufzusuchen. Sie lebt im Tal der gefallenen Götter. Zwischen imposanten Köpfen aus Stein entdeckt Sadwick Statuen von Renie und von Kyra, die einen Splitter in den Händen hält. Die beiden Statuen stehen jeweils unter einem kleinen Wasserfall. Der Wasserfall über Renie tränt aus dem Auge eines der Steinköpfe, der an Noah erinnert. Als Sadwick das Orakel trifft, erfährt er, dass es sich hierbei um eine Prüfung handelt. Er muss Renie und Kyra ihre „Lebenslichter“ zurückgeben und diesmal „das Richtige tun“. Nachdem er Kyras Kerze gefunden hat, zerbricht er sie mehrmals, damit sie in eine schützende Laterne passt, und gibt sie Kyras Statue in die Hand. Die Statue lässt den Splitter fallen und Sadwick findet mit dessen Hilfe Renies Kerze, die sich als einzige darin spiegelt.
Als Sadwick der Statue von Renie ihre Kerze gibt, verwandeln sich Renie und Kyra zurück. Kyras Haare sind nun vollkommen ergraut. Die drei treten gemeinsam vor das Orakel und erfahren, dass der Spiegel, den Sadwick zerstört hat, wieder zusammengesetzt werden muss. Dann wird die Welt geheilt, die falsche Königin wird verschwinden und verlorene Seelen werden nach Hause zurückkehren können. Doch nur einer der drei wird den Thronsaal betreten können, der sich am Ende der Welt – hinter dem Meer – befindet. Kyra besitzt ein Schiff und will den Splitter nun gewaltsam an sich bringen, damit sie diejenige ist, die den Thronsaal erreicht. Sadwick versucht vergeblich, sie zu beruhigen. Doch Shana verwandelt die beiden zu Stein. Renie soll sich allein auf den Weg machen. Sie möchte nicht alleine gehen und bittet das Orakel, dass Sadwick sie begleiten darf. Shana verwandelt ihn zurück und die beiden machen sich auf den Weg.
Spot wird derweil von pelzigen Wesen mit großen Mäulern namens „Lumis“ in einem unterirdischen Zirkus gefangen gehalten. Mittels seiner Verwandlungskünste, einer Perücke und einem Heliumballon kann er sich einfach befreien.
Sadwick und Renie setzen ihre Reise in einer Seilbahn fort. Doch ihre Gondel stürzt über der Stadt ab. Dabei gerät der Spiegelsplitter in die Hände der Lumis, und Sadwick und Renie werden erneut getrennt.
Spot schwebt aus einem Brunnen und schließt sich Renie wieder an. Auf dem Markt trifft sie erneut auf einen Sucher. Samuel und Janus werden derweil von weiteren Suchern durch die Stadt gejagt. Sadwick hilft währenddessen Renie, die Lumis aus der Kanalisation zu angeln, indem er Zitronenbonbons als Lockmittel aus einem Automaten holt. Während Renie die Lumis beschäftigt, traut Spot sich wieder in die Kanalisation und rettet den Splitter vor dem Sucher, der vom Gulli am Marktplatz aus versuchte, den Splitter in die Finger zu bekommen.
Sadwick sucht nach einem Weg, zu Renie zu gelangen und erreicht ein Tor, das jedoch vor seiner Nase zugeschlagen wird. Oben schauen zwei Kinder in Winterkleidung aus den Fenstern, wollen das Tor aber nicht ohne Gegenleistung öffnen. Sie sehen aus wie die Kinder, mit denen Renie am Anfang der Geschichte einen Schneemann gebaut hat. Wieder zeigt sich, dass Sadwick im Gegensatz zu Renie überhaupt nicht werfen kann. Renie fängt zwei Lumis für ihn und Spot hilft ihr dabei, sie zu Sadwick zu befördern. Der muss die Lumis aber auch erst wieder einfangen. Dabei hilft ihm die Angelschnur, die einer der Lumis Renie gestohlen und im Springbrunnen verloren hat. Nun öffnen die Kinder für Sadwick das Tor und Spot kehrt mit der Spiegelscherbe zu Renie zurück. Die beiden schwimmen durch den Kanal zu Kyras Schiff und treffen dort Sadwick wieder.
Vom Schiff aus beobachten die Geschwister Janus und Samuel, die die aufgebrachten Sucher am Tor aufhalten. Renie möchte ihnen helfen, doch Sadwick versucht, ohne sie in See stechen. Da werden sie von Kyra aufgehalten, die aus ihrer Paralyse entkommen ist. Kyra droht den beiden und verlangt, dass sie ihr die Spiegelscherbe überlassen. Sie will nicht, dass ein Kind auf dem Thron von Silence sitzt. Doch die Kinder können dank einer Ablenkung (durch Spot oder eine Kanone) mit dem Schiff entkommen. Sadwick und Renie streiten miteinander, weil Renie unglücklich darüber ist, dass Sadwick nicht umgekehrt ist, um Spot zu retten – oder weil er mit der Kanone auf Samuel und Janus geschossen hat. Sie will ihren Bruder Noah wiederhaben. Sadwick muss nun mit Hilfe des Splitters den Weg zum versteckten Palast finden, weil er selbst Renie nicht trösten kann.

### Kapitel 4
Sadwick macht den Leuchtturm ausfindig, der laut der Prophezeiung von Shana den Weg zum Palast weisen soll. Währenddessen träumt Renie, dass sie mit Spot, der sich in einen Falter verwandelt hat, durch die Wolken fliegt. Das Schiff legt an der Felseninsel an, auf deren Spitze der Leuchtturm steht, und wird dort bereits von Suchern erwartet. Sadwick schickt Renie mit dem Splitter zum Leuchtturm und sagt, dass er ihr folgt. Stattdessen lässt er sich von den Suchern umzingeln und opfert sich für Renie. Seine Schwester muss zusehen, wie er ebenfalls in einen Sucher verwandelt wird. Renie muss nun alleine zurechtkommen. Sie steigt auf den Leuchtturm und richtet den Splitter zum Licht der Sterne aus, während die Sucher nun auch sie bedrohen. Am Himmel erscheinen Sternbilder und in der Luft neben dem Leuchtturm materialisieren sich kristallene Stufen, die zum Palast führen. Dieser ist nun vor dem Vollmond sichtbar. Renie flüchtet über die Stufen vor den Suchern, unter deren Klauen die Stufen zerfallen, sodass sie dem Mädchen nicht folgen können.
Im Palast angekommen, befindet sich Renie direkt im goldenen Thronsaal und nähert sich dem magischen Spiegel. Währenddessen spricht aus dem Nichts die falsche Königin zu ihr. Sie erzählt Renie, dass die einzige Aufgabe der Sucher darin bestand, den Splitter zu finden und zu ihr zu bringen. Als Renie schließlich vor dem Spiegel steht, sieht sie ihr frierendes Spiegelbild mit einem scherbenförmigen Mal im Gesicht. Die Königin zeigt Renie im Spiegel die wirkliche Welt – das zerstörte Dorf im Gebirge, wo Renie und Noah erfroren im Schnee liegen. Noah ist tot, Renie ist gerade dabei, zu erfrieren.
Die Königin stellt Renie vor die Wahl – den Spiegel zu zerstören oder ihn zu reparieren. Wenn sie ihn zerstört, zerfällt der Palast und Renie erwacht in der wirklichen Welt neben ihrem toten Bruder. Man sieht seine Hand einmal zucken, während Renie sich über ihn beugt. Wenn Renie den Spiegel wieder zusammensetzt, wird sie zur Königin von Silence und die Sucher – auch Sadwick – verwandeln sich wieder in Menschen. Renie und Noah scheinen in der realen Welt gestorben zu sein, doch am Ende öffnet Noah die Augen.

## Charaktere & Synchronisation

### Charaktere
Noah
Noah, sechzehn Jahre alt, kümmert sich um seine kleine Schwester und erzählt ihr von einer fantastischen Welt namens Silence – auch bekannt als Die geflüsterte Welt. In dieser Welt hat er zuvor selbst als Sadwick, der traurige Clown, Abenteuer erlebt. Noah ist stärker als seine Schwester Renie, was dazu führt, dass nur er bestimmte Aufgaben im Spiel lösen kann.
Sadwick
Der Clown Sadwick ist ein ungeschickter Werfer und ständig schlecht gelaunt. Zudem hegt er Selbstmordgedanken. Er macht sich bei seinen Gefährten mit sarkastischen Kommentaren unbeliebt, möchte Renie aber helfen, ihren Bruder Noah zurückzubekommen.
Renie
Die sechsjährige Renie, Noahs Schwester, ist eher klein geraten. Sie kann rechts und links noch nicht voneinander unterscheiden, ist aber neugieriger und furchtloser als ihr Bruder. Sie kann sehr gut werfen – seien es Beeren oder Speere.
Spot
Die Raupe Spot ist ein treuer Begleiter, der Noah und Renie in der fantastischen Welt Silence in allerlei gefährlichen Situationen beisteht. Spot kann sich verwandeln und hat je nach Form unterschiedliche Fähigkeiten:
- Luft-Spot:  In dieser Form kann die Raupe sich mittels aufgesaugter Luft zu einem großen Ball aufblasen und als Sprungkissen genutzt werden.
-  Fünfer-Spot:  Spot kann sich in fünf kleine Bälle teilen und auf diese Weise Wege nutzen, für die er sonst zu groß wäre.
-  Flacher Spot:  Wenn Spot seine platte Form annimmt, passt er durch schmale Ritzen. In dieser flachen Form kann er zudem eine elastische Brücke formen, die von Noah und Renie überquert werden kann.
- Feuer-Spot:  Kommt Spot mit Feuer in Berührung, wird er zur lebendigen Fackel. Er kann andere Gegenstände in Brand setzen und Licht ins Dunkel bringen.
- Lava-Spot:  Spot kann auch Lava aufsaugen und sie transportieren, um anderswo damit zerstörte Objekte zu reparieren oder pflanzliche Hindernisse zu beseitigen.
- Wasser-Spot:  Lässt man Spot Wasser trinken, kann er Pflanzen oder Pilze gießen und auf diese Weise die Landschaft verändern.
- Honig-Spot:  Füttert man Spot mit süßem Nektar, kann er summen und Honigtauzecken beruhigen, eine Insektenart, die in Silence beheimatet ist.
- Helium-Spot:  Mit Helium gefüllt kann Spot schwerelos herumfliegen und ist zudem unsichtbar.
- Frosch-Spot:  Frisst Spot etwas vom Nasensekret des Drachen, bekommt er Flecken und eine klebrige Zunge wie die eines Frosches. Damit kann er Gegenstände zu sich heranziehen.

Kyra
Die Rebellin Kyra ist die Anführerin des Widerstands gegen die falsche Königin von Silence. Noah rettet ihr Leben, doch Kyra wendet sich später gegen ihn.
Janus
Der weise Janus gehört ebenfalls zu den Rebellen. Er schickte den Rebellen eine Nachricht und scheint zu wissen, wie man zum Palast der Königin kommt. Noah und Renie treffen ihn im zweiten Kapitel.
Samuel
Samuel ist ein schwerfälliger, aber kräftiger Rebell. Er bringt Renie zum Lager der Rebellen und erzählt ihr dabei von Silence. Ansonsten ist er eher zurückhaltend.
Yngo und Ralv
Bei Yngo und Ralv handelt es sich um zwei sprechende Steine, die bereits in The Whispered World eine Rolle spielten. Sie helfen Renie dabei, Janus zu befreien.
Shana
Das Orakel Shana, ein humanoides Wesen mit einem Mund voller spitzer Zähne ist im Tal der Gefallenen Götter zu finden. Von ihr erhalten Noah und Renie eine Prophezeiung.
Die falsche Königin
Die falsche Königin verfügt über eine Armee von Suchern, die den verlorenen Spiegelsplitter für sie finden sollen. Sie möchte, dass der magische Spiegel wiederhergestellt wird.
Die Sucher
Die Sucher sind schwarze Kreaturen mit weißen Masken, die sich auf allen Vieren fortbewegen. Sie können gut hören, aber schlecht sehen, weshalb sie sich am besten mittels Geräuschen ablenken lassen. Bei diesen Kreaturen handelt es sich um die vormals menschlichen Bewohner von Silence, die von den Suchern in ihresgleichen verwandelt werden, wenn sie sich ihnen in den Weg stellen.

### Synchronisation
Die Synchronregie der deutschen Vertonung übernahmen Anne von Vaszary und Ulrich Wanitschke, die Aufnahmen entstanden bei der toneworx GmbH im Hamburg.
| Rolle  | englische Synchronstimme | deutsche Synchronstimme  |
| ------ | ------------------------ | ------------------------ |
| Noah   | Hugo Harold-Harrison     | Jesse Grimm              |
| Renie  | Coco Lefkow-Green        | Lotti Holsten            |
| Kyra   | Laila Pyne               | Lo-anmie Schnepel Rivera |
| Samuel | Tom Clarke Hill          | Klaus Dittmann           |
| Janus  | Bill Roberts             | Wolf Frass               |
| Shana  | Kate Harper              | Katja Brügger            |
| Yngo   | Glen McCready            | Robert Missler           |
| Ralv   | Laurence Kennedy         | Holger Löwenberg         |
| Sarah  | Baylee Frank             | Carlotta Pahl            |
| Marie  | Mya-Lecia Naylor         | Volker Risch             |
| Spot   | Lukas Deuschel           | Lukas Deuschel           |

## Spielprinzip und Technik
Silence wird mittels Point-and-Click (Englisch für „zeigen und klicken“) gesteuert. Der im jeweiligen Kapitel aktive Spielcharakter bewegt sich zu dem Punkt, auf den der Spieler mit der Maus geklickt hat. Soll der Spieler eine bestimmte Aufgabe erledigen oder einen Gegenstand finden, so wird der Standard-Mauszeiger durch ein entsprechendes Symbol ersetzt, sobald der Spieler damit auf ein Objekt in der Spielumgebung zeigt. Benötigt der Spieler dennoch weitere Hilfe, um einen Gegenstand zu finden oder zu erkennen, gibt es zusätzlich eine Hotspot-Funktion. Drückt man diese Taste, werden Gegenstände in der Spielumgebung, mit denen der Spieler interagieren kann, durch ein Symbol markiert, solange die Taste gedrückt gehalten wird.
Anders als der Vorgänger orientiert sich Silence in seiner Handhabung an moderneren Spielen. Das Spiel speichert den Spielfortschritt automatisch in einem einzelnen Spielstand, manuelles Speichern ist nicht möglich. Zugunsten der Inszenierung wurde auf komplexe Inventar-Rätsel verzichtet, stattdessen interagiert der Spieler beispielsweise in Form kleiner Geschicklichkeits- bzw. Reaktionsspiele ausschließlich mit der Umgebung. Der Verzicht auf ein Inventar führt zum einen dazu, dass das Geschehen im Spiel von weniger abstrakten Menü-Elementen verdeckt wird. Andererseits wird der Spieler weniger mit Rätseln gefordert, die Kombinationen vieler unterschiedlicher Gegenstände und/oder komplexe Gedankengänge erfordern, um zum Ziel zu kommen.
In Silence kann der Spielercharakter Noah auch sterben, wenn er sich beispielsweise nicht rechtzeitig vor einem Sucher versteckt, indem er schnell genug reagiert und die vorgesehene Entscheidung trifft. In diesem Fall wird ein automatischer Speicherpunkt direkt vor dieser Entscheidung geladen, sodass der Spieler es erneut versuchen kann.
Für die Entwicklung des Spiels wurde die Entwicklungsumgebung Unity verwendet.

### Grafik
Grafisch erinnert Silence zwar an den Vorgänger The Whispered World, aber die Charaktere sind nicht mehr in 2D animiert, sondern bestehen aus 3D-Modellen mit gemalten Texturen. Nach wie vor ist die Grafik nicht realistisch, sondern erinnert immer noch an einen Zeichentrickfilm. Insbesondere der Charakter Renie ist extrem stilisiert (große Augen, sehr kleiner Mund). Die bereits in The Whispered World eingesetzte Parallax-Technik für die Darstellung der Spielumgebungen wurde in Silence weiter entwickelt. Der Entwickler nutzt hier eine 3D-Technik, die er als Kameraprojektion bezeichnet. Hierbei werden 2D-Texturen auf die 3D-Modelle des Levels projiziert.

## Rezeption
Silence erhielt vorwiegend positive Bewertungen. Die Rezensionsdatenbank Metacritic aggregiert 29 Rezensionen zu einem Mittelwert von 75. Das Fachmagazin Adventure-Treff lobte eine „stabil ausgearbeitete und spannend erzählte“ Geschichte, den Soundtrack und die „fantastische Grafik“. Redakteur Hans Pieper stellte heraus, dass die audiovisuelle, „wuchtige“ Präsentation Anleihen an das Vorgängerspiel nehme, dabei aber einen eigenen Charakter vorweise. Kameraführung und „cineastische Inszenierung“ der Zwischensequenzen setzten Maßstäbe im Genre. Der Adventure-Treff kritisierte neben einigen kleineren technischen Unzulänglichkeiten primär die Rätsel, die erfahrene Spieler unterfordern oder sogar „beleidigen“ würden. In Summe sei Silence spielenswert, werde aber den ob des Vorgängertitels hohen Erwartungen nicht gerecht. Auch laut PC Games hat das Spiel eine cineastische Story, aber nur wenig Rätselanspruch. Laut Gamestar-Magazin setzt Silence neue Maßstäbe im Adventure-Genre und sieht fantastisch aus.